# 彼得·昆顿
彼得·昆顿（英語：Pieter Quinton，1998年2月11日—），生于伊利诺伊州埃文斯顿，美国男子赛艇运动员。他曾代表美国参加2024年夏季奥林匹克运动会赛艇比赛，获得男子八人单桨有舵手铜牌。